# أنشوفة ايجنمانية
أنشوفة ايجنمانية (الاسم العلمي:Anchoa eigenmannia) (بالإنجليزية: Eigenmann's anchovy)‏ هي نوع من الأسماك تتبع جنس الأنشوفة من الفصيلة البلمية.